# Alfredo Ghierra
Alfredo Juan Ghierra (31 d'agost de 1891? - 16 de novembre de 1973) fou un futbolista internacional uruguaià, medallista olímpic el 1924.

## Biografia
Ghierra va guanyar tres campionats sud-americans al costat de la selecció de futbol de l'Uruguai: 1923, 1924 i 1926. Així mateix, amb la samarreta blau cel va aconseguir la medalla d'or als Jocs Olímpics d'estiu de 1924 a París. Va jugar un total de 14 partits amb la selecció uruguaiana.
Com a futbolista professional, Ghierra va jugar al Defensor Sporting Club i al Club Nacional de Football, tots dos equips de la ciutat de Montevideo.